# Letris
Letris je hra pro počítače Sinclair ZX Spectrum a kompatibilní (například Didaktik). Jedná se o hru českého původu. Vydavatelem hry byla společnost Proxima - Software v. o. s., hra byla vydána v roce 1991 jako součást stejnojmenného souboru her.
Hra je variantou hry Tetris, kde místo seskupení čtyř čtverečků hráči padají jednotlivé čtverečky s písmeny. Úkolem hráče je z těchto padajících písmen složit na spodní části zásobníku slovo, které je napsáno pod zásobníkem. Po stranách zásobníku jsou umístěny dva koše, do kterých je možné odkládat nepotřebná písmena. Pokud na písmeno umístěné v zásobníku spadne písmeno stejné nebo v abecedě s ním bezprostředně sousedící, obě písmena zmizí. Kromě písmen hráči padají také bomby, jichž jsou dva typy. Bomby s číslem odstraní příslušný počet písmen ve sloupci, zatímco bomby s písmenem A odstraní celý sloupec. Každé kolo hry je omezeno počtem padajících písmen.
Pokud hráč složí celé slovo, je mu položen dotaz, který má nějakou souvislost se složeným slovem. Bez ohledu na to, zda je dotaz zodpovězen správně, hráč pokračuje do dalšího kola.
Hru je možné ovládat pomocí kláves O, P a M nebo pomocí Kempston joysticku.